# 野忽那島

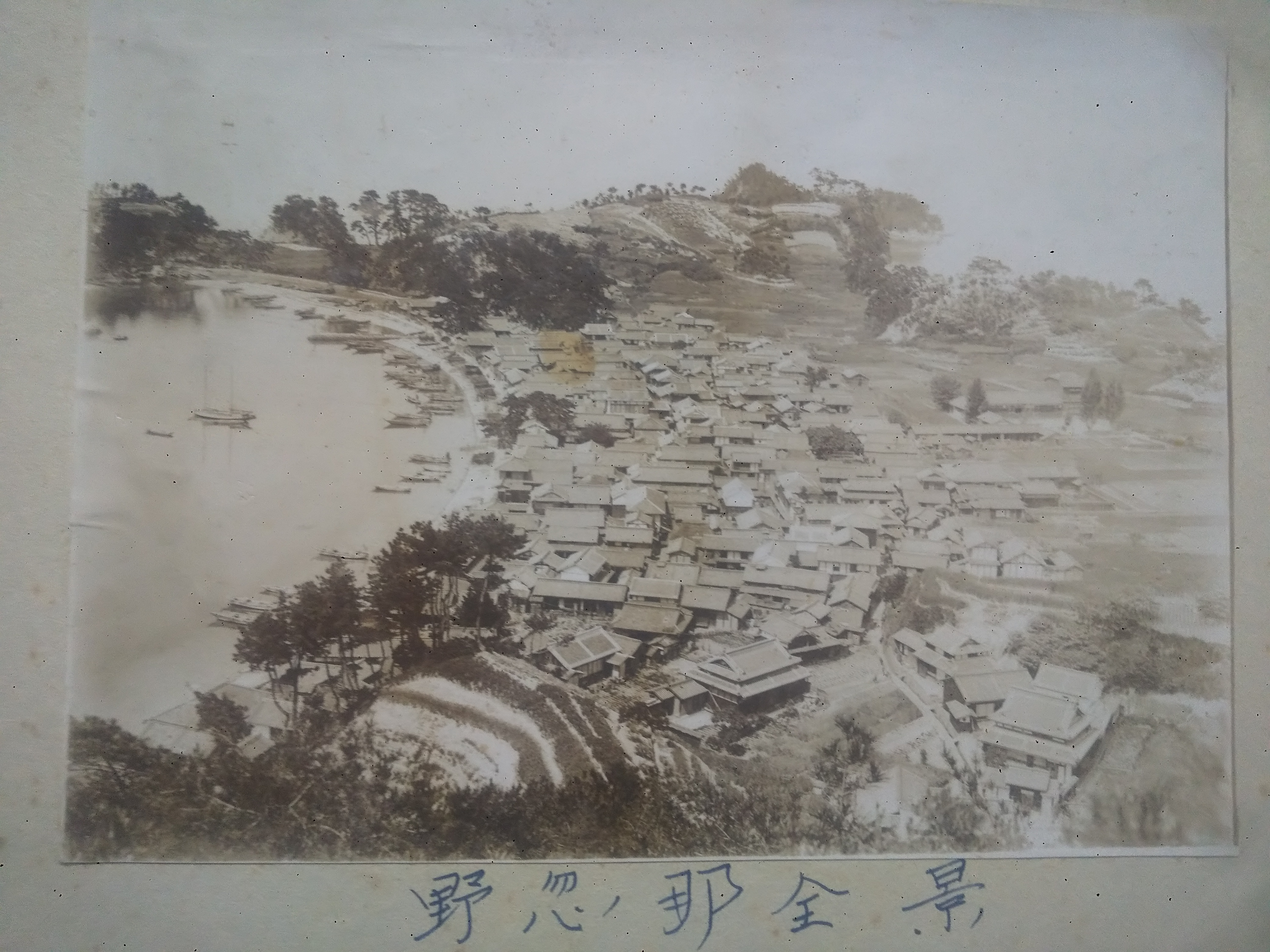
1940年の野忽那島全景

野忽那島（のぐつなじま）とは、瀬戸内海に位置する忽那諸島の一部で、有人島の内では一番東、四国本島側にある。愛媛県松山市に属する。忽那諸島の中でも有人島としてはとりわけ小さく、小学校を利用したシーサイド留学の島として知られていた。

## 地理
海峡を隔てて西に睦月島、さらにその西に中島本島が並ぶ。東は斎灘が開けており、四国本土や北条鹿島を眺望することができる。このk野忽那島の東海域は瀬戸内海汽船と石崎汽船が運航する広島〜松山の高速艇、カーフェリー航路となっている。ただ、石崎汽船の船舶は野忽那島と睦月島との間の芋子瀬戸を通過することがある。
島内に険しい山はなく、最高点は標高96m。港の北にある小高い、皿山（標高73m）からは周囲の瀬戸内の島々や斎灘や釣島海峡を行きかう船が一望でき、頂上には第二次世界大戦当時つかわれていた監視塔跡がある。
面積は0.92km2、周囲5.7km。
- 属島　田ノ島（無人島） - 北東に突き出した金刀比羅鼻の先。なお、芋子瀬戸に浮かぶ芋子島は睦月島の属島。

### 地域名の由来
中島（中島本島）が忽那島と呼ばれていたので、それに対して野忽那となった。

## 社会

### 地域・集落
現在の住所表記は松山市にそのまま野忽那と続ける。「中島町」を挟まない。（これは他の旧中島町地域も同じ（中島本島にある大浦、粟井のみ既に同名の町が存在するので「中島」をつけ、松山市中島大浦とする。））
島の北部、阿弥陀仏鼻と岡鼻との間に形成された湾があり、そこに船着き場や漁港があり、背後に集落が形成され、人家も密集している。郵便局などの公共施設もこの集落にあり、学校もこの集落の北端にあった（休校）。島で1集落。
かつては、島民も多く、漁業、農業も盛んで、神社では御輿祭りが行われ、島で盆踊りなども開催され、それに合わせて店も遅くまで開いているなど賑わいを見せていた。また、海水浴などの観光地としても賑わっていた。
過疎化とともに、小学校の生徒も減少し、店も徐々に減っていった。今は学校も閉校するなど、静かな島となった。

### 行政
行政区画
明治の町村制ができるまでは、野忽那で一村を形成していた。町村制成立時に隣島の睦月とともに風早郡睦野村を形成。睦野村はのちに温泉郡の所属となり、さらに中島町に編入され、その中島町も松山市に編入されるなど変遷を遂げた。

### 人口
- 2015年（平成27年） - 人口106人、世帯数71（国勢調査）
- 2020年（令和2年） - 人口83人、世帯数56（同）

### 学校
- 小学校は1校あった。松山市立野忽那小学校。

※現在解体作業中。かつては島の別の場所にあった。
以前は生徒数もかなりいたものの、2008年度の児童5名（内4名は留学生）となり、2008年3月以後から休校。
- 中学校はなし。かつては前述の小学校が中学校を兼ねていた。[要出典]

## 歴史
藩政期
松山藩に属した。
明治以降
- 明治7年 - 村会所で小学校教育を開始
- 明治12年 - 字南砂子にて野忽那学校として独立。
- 明治23年 - 字南砂子に簡易学校設立
- 明治36年 - 野忽那漁業組合設立
- 明治41年 - 睦野遠海出漁組合設立
- 大正時代から昭和20年代にかけては、反物の行商の島として知られた。
- 大正3年 - 野忽那灯台設置
- 昭和22年 - 海底ケーブルを用い電気通じる
- 昭和23年 - 野忽那小学校・野忽那中学校校舎を建設
- 昭和25年 - 簡易水道設置

## 産業
農業（柑橘類）、水産業（タイ、メバル、タコ等）
商工業として、以前は、商店や駄菓子屋やお好み焼屋、酒屋、大衆浴場など数店あり賑わっていたが、今はなくなった。かなり前にはフェリー待合所辺りには、島で養殖した海苔を加工する海苔工場もあった。

## 交通
- 野忽那港が唯一の島外との交通手段。

中島汽船（旧中島町営汽船事業を引き継いだ）の、松山港（高浜港）からの「東線」の高速艇、カーフェリーが発着。

## 名所・名産
- 小さい島ながら山や海の自然が豊かで、山は土筆やワラビなど山菜が採れ、海ではヒジキやアサリなど海産物が豊富。
- 額場(ぬかば)海水浴場は綺麗な遠浅の砂浜で、以前はかなりの注目の場所[要出典]だった。
- 島には灯台があるが、干潮時にしか行くことが出来ない。

## 作品の舞台
- 映画「船を降りたら彼女の島」のロケ地[2]。